# Grande rigole d'écoulement des houillères de Ronchamp
La grande rigole d'écoulement est une galerie creusée par les houillères de Ronchamp, munie de parois muraillées en brique, qui servait à l’écoulement des eaux de mines entre 1783 et 1840. Elle possède une section 70 × 50 cm et une longueur de 1,3 km. Elle était notamment alimentée par le puits Henri IV et la galerie du Clocher.
D'autres travaux miniers sont ouverts dans le secteur vers 1950. En 1997, le circuit historique minier des affleurements est créé et la sortie de la rigole y est intégrée en tant que point d’intérêt en compagnie d'une galerie de dénoyage plus récente. Au début du XXIe siècle, le site est remanié et une galerie proche, alors découverte, est réaménagée.

## Histoire
Des gisements de houille sont découverts à Ronchamp au milieu du XVIIIe siècle. Des concessions sont alors accordées et les premières galeries s'ouvrent dans les collines surplombant les villages de Ronchamp et Champagney. Lorsque les travaux s'enfoncent, ils sont envahis par les eaux qu'il faut évacuer. La grande rigole d'écoulement est alors creusée d'est en ouest par les exploitants pour remplir cette fonction et ainsi faciliter le travail d'extraction et y dépenser plus d'énergie. Elle est utilisée entre 1783 et 1840 (rendu inutile après la fin de l'exploitation du charbon dans les galeries du secteur). Lorsque l'exploitation c'est dirigée vers le sud de la rigole, il a fallu utiliser des pompes pour faire remonter les eaux à celle-ci. D'abord avec de simple seaux en bois puis avec des pompes primitives fabriquées à partir de troncs d'arbres.
Après la Seconde Guerre mondiale, des nouveaux travaux miniers sont rouverts à proximité immédiate de la rigole. Le fonçage Samson est creusé en 1952 à proximité de l'ancien puits portant le même nom, une galerie sans dénomination est également creusée juste à côté de la grande rigole ainsi qu'une galerie de dénoyage (s'enfonçant rapidement jusqu’à 30 mètres de profondeur) équipée d'une pompe électrique qui s'est montrée insuffisante lors de l’inondation de décembre 1950,.

## Description
La galerie possède une section 70 × 50 cm et une longueur de 1,3 km, elle est munie de parois muraillées avec des briques.
La galerie suit un trajet qui traverse le hameau de la Houillère d'est en ouest qui commence sous la butte du Chevanel, juste sous l'emplacement du futur puits no 3 sur le territoire de Champagney. Les eaux sont déversées dans l'étang Fourchie dans le bois de l'Étançon à proximité de l'ancien puits Samson,.
En 1816, une roue à aubes utilisant un ruisseau de la vallée est installée à la galerie du Clocher. Un étang artificiel est construit pour pallier les problèmes d’assèchements du ruisseau. Le puits Henri IV y déverse ses eaux d'exhaure qui sont extraites des galeries par des pompes à bras puis au jour par de pompes mues par des bœufs qui fonctionnent à un rythme de douze à quinze impulsions par minute, avec un débit de 1,5 litre par coup de piston,. Enfin d'autres pompes à bras permettent d'acheminer les eaux jusqu'à la rigole.

## Vestiges
En 1997, le circuit historique minier des affleurements est créé et la sortie de la rigole y est intégrée en tant que point d’intérêt en compagnie de la galerie de dénoyage des années 1950,.
La grande rigole d'écoulement se déversait dans l'étang Fourchie qui existe toujours au début du XXIe siècle, cet étang (devenu un marécage) est rouge car toujours alimenté par les eaux de mines riches en pyrite de fer,. À la fin de l'année 2012, la commune de Ronchamp entreprend des travaux de réhabilitation au sud de la décharge municipale, alors reconvertie en déchèterie, pour sa mise aux normes. Les employés chargés des travaux et des membres des amis du musée de la mine présents sur place découvrent alors des vestiges de tuyaux de mines et une ancienne galerie inondée lors du terrassement des terrains, le rapprochement est alors fait avec la sortie de la grande rigole d'écoulement. Aucune trace de brique n'est visible dans la galerie qui est plus grande que selon les récits d'ingénieurs. Après recherches, il s'avère que cette galerie est en fait une galerie datant d'après la nationalisation (1946), sans nom. Après dénoyage et drainage des eaux de mines, la galerie est aménagée au printemps 2013 pour la rendre visitable sur quelques mètres. Les boisages sont réalisés avec des madriers et des planches en chêne. Un pic et une hache, deux outils symbolisant les mineurs sont représentés à l'entrée,.

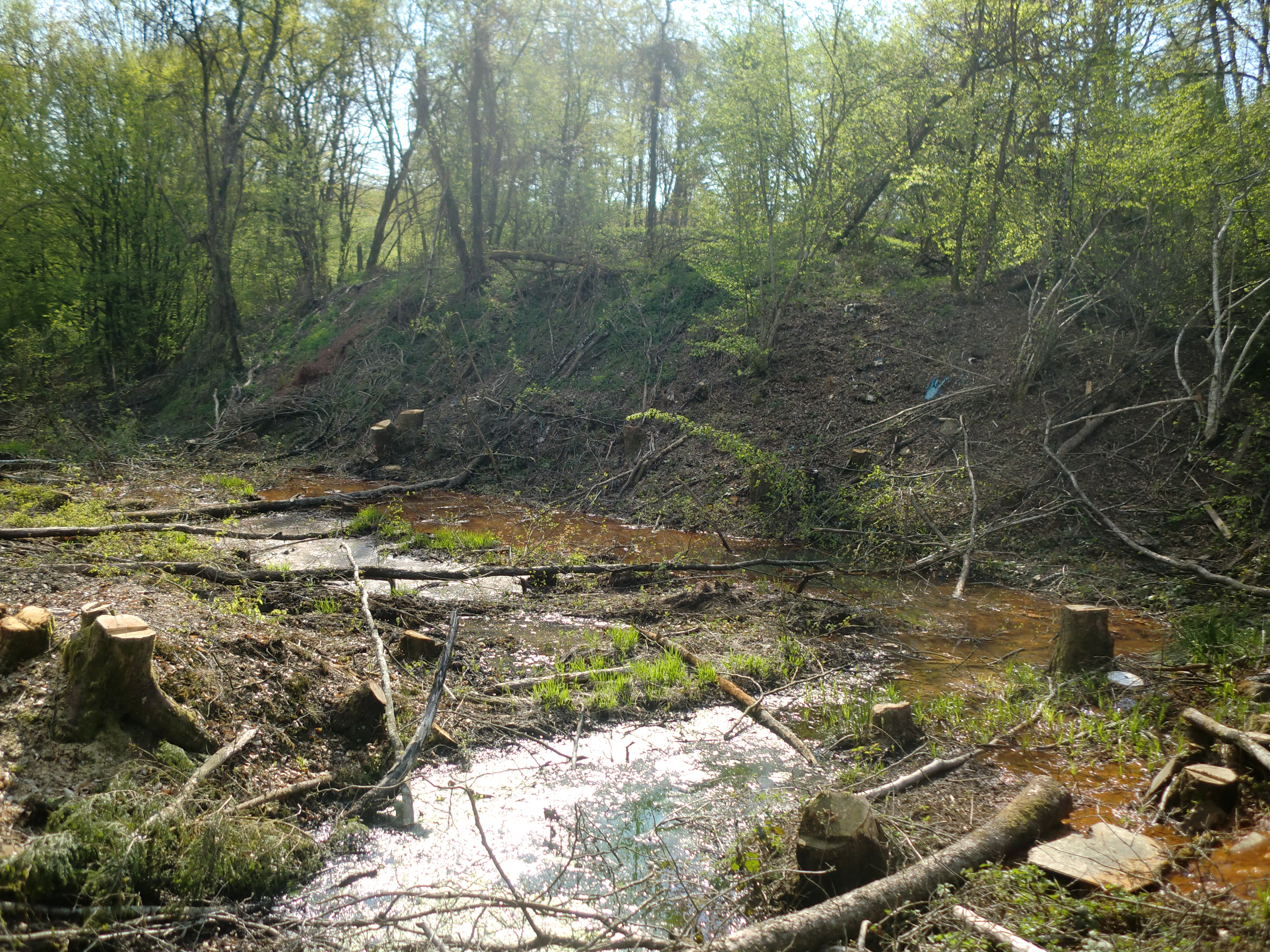
L'étang Fourchie.
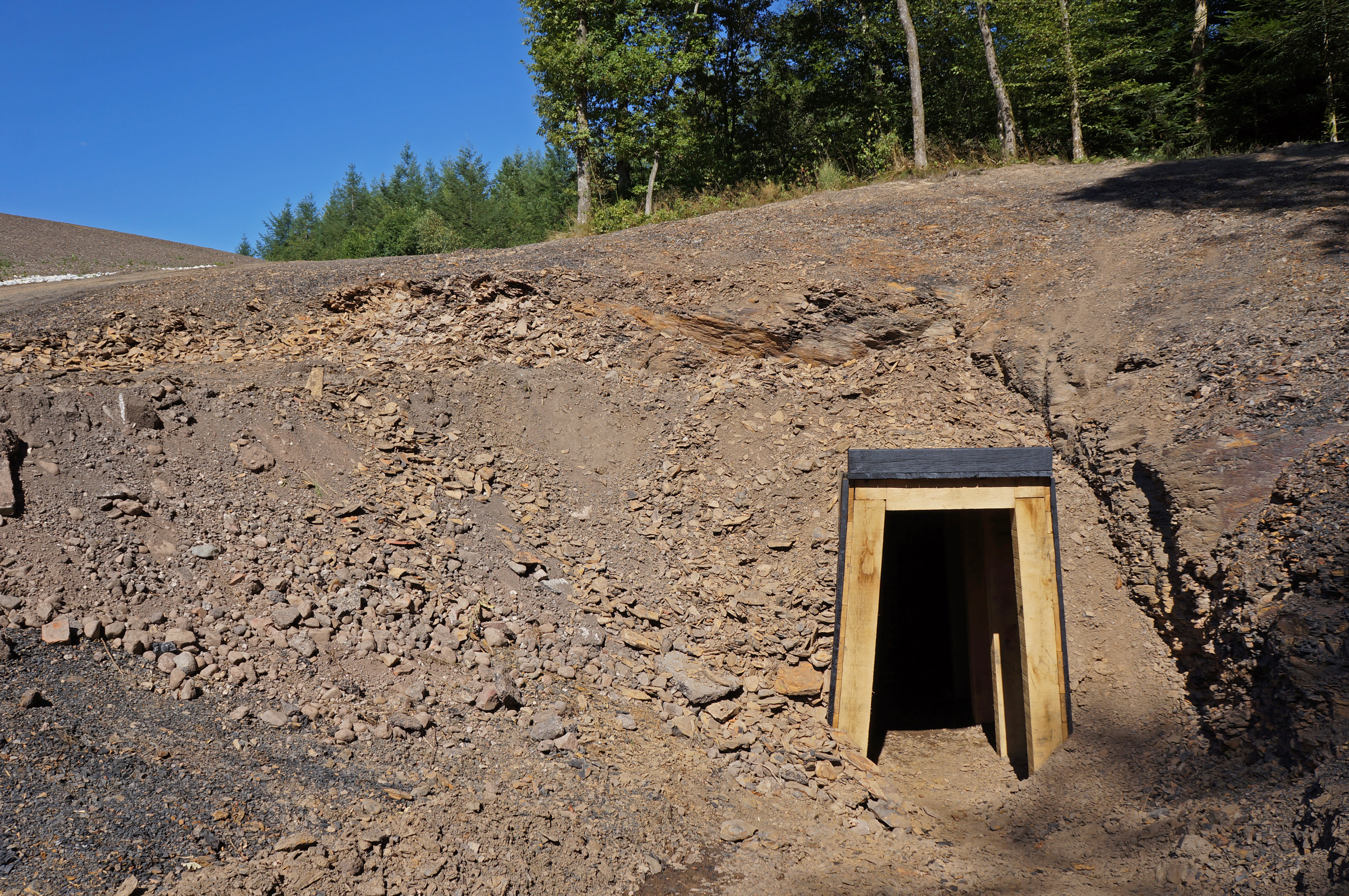
L'entrée réaménagée de la galerie de l'Étançon.
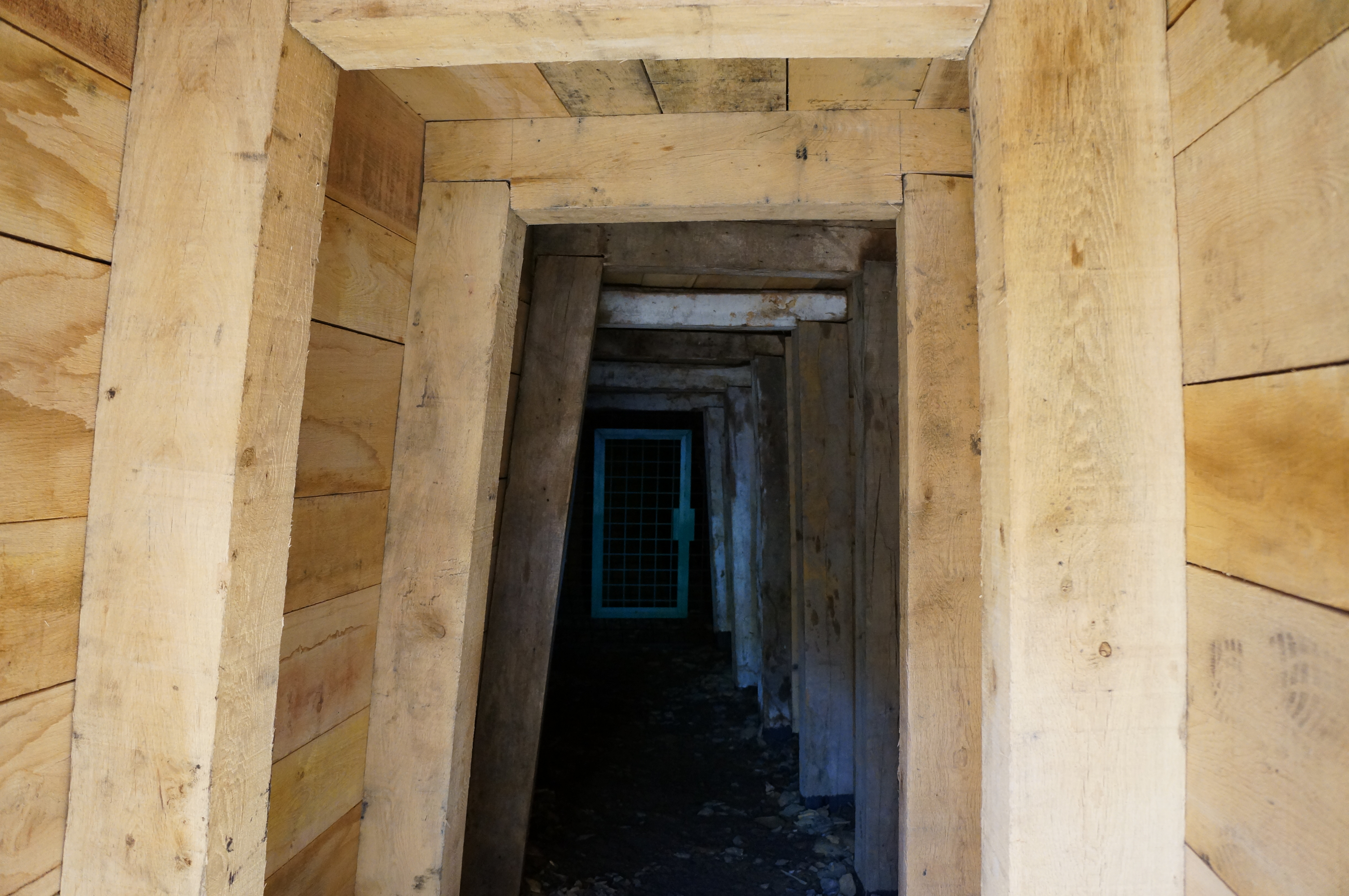
La partie sécurisée visitable.
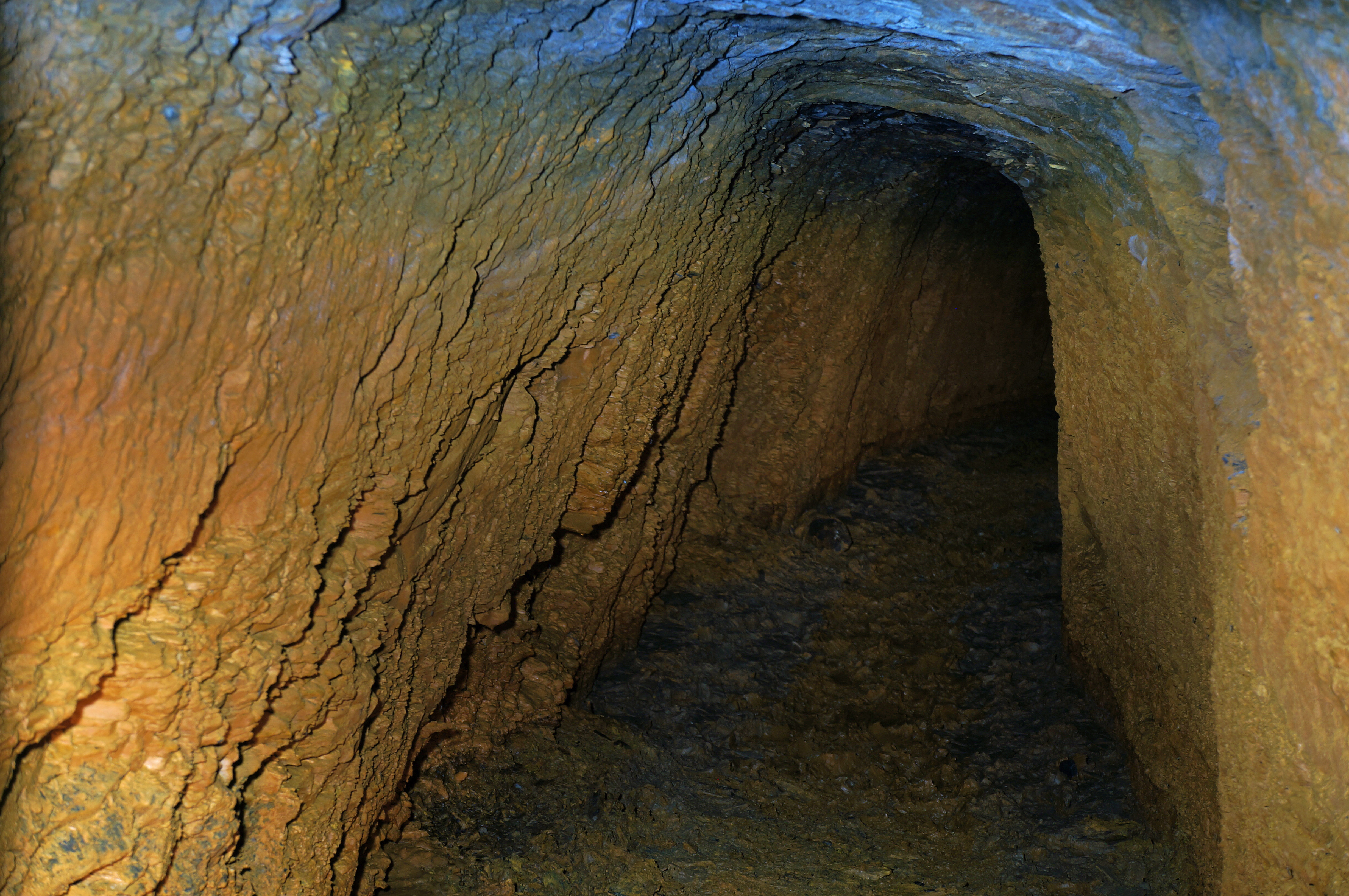
La partie sans aménagement, non visitable.

### Illustrations
1. ↑  « Plan des lieux (années 1950) », sur abamm.org.
2. ↑  « L'étang Fouchie et le puits Samson », sur abamm.org.
3. ↑  « L'étang Fouchie en 2003 », sur abamm.org.
4. ↑  « L'étang Fouchie en 2007 », sur abamm.org.
5. ↑  « Découverte des tuyaux de mine », sur abamm.org.
6. ↑  « Découverte de la galerie », sur abamm.org.